# Hugh Longbourne Callendar
Hugh Longbourne Callendar, britanski fizik in akademik, * 18. april 1863, Hatherop, † 21. januar 1930, London.

## Nagrade
- Rumfordova medalja